# باد لاکی
ویلیام باد لاکی (به انگلیسی: William "Bud" Luckey؛ ۲۸ ژوئیه ۱۹۳۴ – ۲۴ فوریه ۲۰۱۸) یک هنرمند، انیماتور، کاریکاتوریست، خواننده، نوازنده، طراح، آهنگساز، صداپیشه و فرد نظامی اهل ایالات متحده آمریکا بود. او برای کارهایش در پیکسار به عنوان طراح شخصیت‌های چندین فیلم انیمیشن پرآوازه شهرت دارد. از جمله داستان اسباب‌بازی، بودین، داستان اسباب‌بازی ۲، مشکلات زندگی، شرکت هیولاها، در جستجوی نمو، ماشین‌ها، شگفت‌انگیزان ، راتاتویی و داستان اسباب‌بازی ۳. لاکی همچنین به عنوان صداپیشه «ریک دیکر» در شگفت‌انگیزان «چاکل دلقک» در داستان اسباب بازی ۳ و «ای‌یرو» در سال فیلم وینی د پو محصول سال ۲۰۱۱ شناخته شده‌است.
در سال ۲۰۰۴ لاکی فیلم کوتاه بودین را برای پیکسار نوشت و کارگردانی کرد. او همچنین موسیقی این فیلم را ساخت و به عنوان خواننده و راوی اثر ایفای نقش کرد. لاکی برای این فیلم جایزه آنی را دریافت کرد و نامزد دریافت جایزه اسکار برای بهترین انیمیشن کوتاه شد.
او پدر کارگردان و تهیه‌کننده انیمیشن اندی لاکی است که به عنوان سازنده انیمیشن لاک‌پشت‌های نوجوان نینجا شناخته شده‌است.

## درگذشت
باد لاکی فعالیتش را به عنوان یک صداپیشه در هر دو کمپانی دیزنی و پیکسار تا زمان مرگش در سال ۲۰۱۸ ادامه داد. او در ۲۴ فوریه ۲۰۱۸ در سن ۸۳ سالگی در نیوتاون، کنتیکت به علل طبیعی درگذشت.